# Salon Recreativo
Salon Recreativo – jedenasty album zespołu Kult wydany w 2001 roku. Płytę promowały piosenki Brooklyńska Rada Żydów i Łączmy się w pary, kochajmy się, do których nakręcono wideoklipy. Jest to wydanie dwupłytowe – na pierwszej płycie znajdują się nowe piosenki, na drugiej nowe wersje starych i alternatywne wersje nowych utworów z pierwszej płyty.

## Lista utworów

### CD 1
1. „Dla Twojej miłości” (K. Staszewski / Kult)
2. „Twójmój czas” (K. Staszewski / Kult)
3. „Brooklyńska Rada Żydów” (K. Staszewski / Kult)
4. „Łączmy się w pary, kochajmy się” (K. Staszewski / Kult)
5. „Najbardziej chciany bandyta w Polsce” (K. Staszewski / Kult)
6. „Pełniej” (K. Staszewski / Kult)
7. „Piotr Pielgrzym” (K. Staszewski / Kult)
8. „Henryk Wujek” (K. Staszewski / Kult)
9. „Forum internetowe” (K. Staszewski / Kult)
10. „With a little help from my friends” (P. McCartney / J. Lennon)
11. „Dokąd uciekasz?” (K. Staszewski / Kult)
12. „Uwiąd starczy” (K. Staszewski / Kult)
13. „Ogrodzenie” (K. Staszewski / Kult)
14. „Sen Bruna S.” (K. Staszewski / Kult)
15. „Ze mną się bracie nie napijesz?” (K. Staszewski / Kult)
16. „Amulet” (K. Staszewski / Kult)

### CD 2
1. „To nie jest wasz dom – nasz on” (K. Staszewski / Kult)
2. „Grosstanz” (K. Staszewski / Kult)
3. „Konsument” (K. Staszewski / Kult)
4. „Radio Tirana” (K. Staszewski / Kult)
5. „Wódka” (K. Staszewski / Kult)
6. „Artyści niezależni” (K. Staszewski / Kult)
7. „Generał Ferreira / Rząd oficjalny” (K. Staszewski / Kult)
8. „Złodzieje w Wejherowie” (K. Staszewski / Kult)
9. „Wanilia" (K. Staszewski / Kult)
10. „Amulet (wersja Kazika)” (K. Staszewski / Kult)
11. „Forum internetowe (wersja Kazika)” (K. Staszewski / Kult)
12. „Najbardziej chciany bandyta w Polsce (wersja Kazika)” (K. Staszewski / Kult)
13. „Salon Recreativo” (K. Staszewski / Kult)

## Wykonawcy
- Kazik Staszewski – saksofon, śpiew, sampler
- Janusz Grudziński – instrumenty klawiszowe, gitara
- Ireneusz Wereński – gitara basowa
- Krzysztof Banasik – instrumenty klawiszowe, gitara, waltornia, harmonia, sitar, bağlama, flet, sampler, wokal
- Piotr Morawiec – gitara elektryczna
- Janusz Zdunek – trąbka
- Sławomir Pietrzak – klarnet
- Tomasz Goehs – perkusja

gościnnie
- Marta Żurek – wokal

## Sprzedaż
| Oficjalna Lista Sprzedaży OLiS |    |    |    |    |    |    |    |    |    |    |    |    |    |    |    |    |    |    |    |    |
| Tydzień                        | 01 | 02 | 03 | 04 | 05 | 06 | 07 | 08 | 09 | 10 | 11 | 12 | 13 | 14 | 15 | 16 | 17 | 18 | 19 | 20 |
| Pozycja                        | 3  | 1  | 1  | 2  | 2  | 3  | 4  | 7  | 8  | 10 | 7  | 14 | 9  | 14 | 26 | 24 | 48 | 49 | –  | –  |